# 斯武比采縣

52°21′N 14°34′E / 52.350°N 14.567°E
斯武比采縣（波蘭語：Powiat słubicki），是波蘭的縣份，位於該國西部，由盧布斯卡省負責管轄，首府設於斯武比采，面積1,000平方公里，2006年人口46,777，人口密度每平方公里47人。